# Майоров, Николай Павлович
Николай Павлович Майо́ров (1913 — 2001) — советский инженер, металлург, учёный, лауреат Ленинской премии.

## Биография
Окончил Уральский политехнический институт (1937).
С 1938 по 1976 год работал на заводе «Красное Сормово», с 1951 г. главный металлург.
При его непосредственном участии была создана первая промышленная установка непрерывной разливки стали (1956).
Кандидат технических наук. Диссертация:
- Исследование начальной стадии формирования плоского слитка, режима работы и усовершенствование кристаллизаторов установок непрерывной разливки стали : диссертация ... кандидата технических наук : 05.00.00 / Н. П. Майоров. - Горький, 1966. - 159 с. : ил.

Ленинская премия 1958 года — за участие в создании первых установок непрерывной разливки стали.
Награждён двумя орденами Трудового Красного Знамени.